# Antecume Pata
Antecume Pata is een dorp in Frans-Guyana in de gemeente Maripasoula. Het ligt aan de Lawa rivier bij de samenvloeiing van de Litani en de Marowijnekreek (Frans: Marouini). Het dorp werd gesticht door André Cognat (1938-2021) (of Antecume in het Wayana), een Wayana kapitein die in Lyon geboren is.

## Overzicht
Antecume Pata heeft beschikking over een basisschool. Het onderwijs wordt in het Frans gegeven, maar de lingua franca in het Marowijnegebied blijft Sranantongo. Het dorp is voornamelijk bewoond door Wayana, maar de eveneens inheemse Teko en Aparai zijn als minderheid ook in het dorp aanwezig. Het dorp bevat een Tukusipan, dat is een rond ceremonieel gebouw van de Wayana.
Op 15 maart 2021 is tussen Suriname en Frankrijk een verdrag getekend, dat de grens tot aan het als onbetwist geziene Franse eiland Antecume Pata heeft vastgesteld. De status van het gebied ten zuiden van het dorp is anno 2022 nog betwist, omdat er een meningsverschil is of de Litani dan wel de Marowijnekreek (Marouini) de voortzetting van de Lawa is.
Een groot deel van het dorp heeft alleen 's avonds electricteit. Er is een satelliettelefooncel.

## Locatie
Antecume Pata ligt ongeveer 7 kilometer stroomopwaarts van Koemakapan en 1,5 km stroomafwaarts van het betwiste Palasisi. Het Wayanadorp is per boot bereikbaar vanaf Maripasoula. De boottocht duurt ongeveer drie uur, en is alleen toegankelijk met toestemming van de prefectuur.
Op een aangrenzend Frans eiland juist ten noorden van Antecume Pata ligt het gehucht Pontwi en over de hoofdstroom van de Lawa ten noordoosten van Antwecuma Pata ligt op een ander eiland het gehucht Kutaka. Nog verder naar het noordoosten ligt Freedom City eveneens op een eiland. In het zuidoosten op de rechteroever van de Marouini ligt het dorp Saint-Laurent. Stroomopwaarts van de Lawa op de zuidoever van het Franse eiland Antecume Pata ligt het gehucht Yaoyao waar de hoofdstromen van de Litani en de Marouini samenvloeien. De dorpen Palasisi en Pilima die in het westen op eilanden in de Litani liggen worden door Frans-Guyana en Suriname betwist. De Marouini, die door Suriname als grensrivier gezien wordt, verandert enkele kilometers stroomopwaarts van naam en is daar plaatselijke onder de Wayananaam Malani bekend.

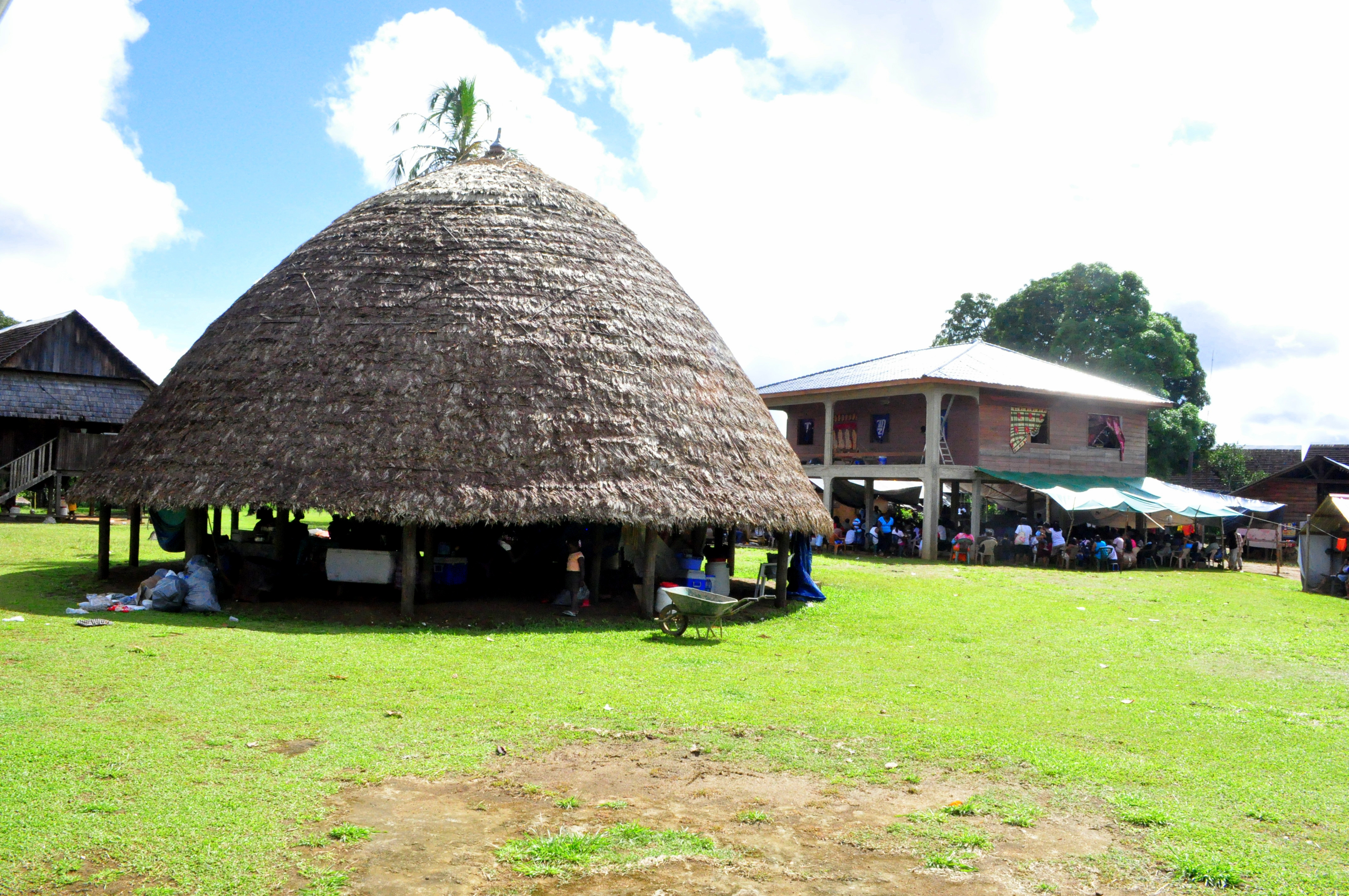
Tukusipan in Antecume Pata

Antecume Pata · Élahé · Kayodé · Maripasoula · Nouveau Wakapou · Pilima · Talhuwen · Twenkë